# Riskulltjärnarna (Åsele socken, Lappland, 709712-159734)
Riskulltjärnarna är en sjö i Åsele kommun i Lappland och ingår i Ångermanälvens huvudavrinningsområde.